# 鉄火巻
鉄火巻（てっかまき）は、鮪の赤身などを具材（芯）とし、酢飯と海苔で巻き、ワサビを含めた海苔巻き。中トロや大トロを用いる場合もある。江戸前寿司の一つで、干瓢巻きやかっぱ巻きと並ぶ代表的な細巻き寿司である。

## 概要
鮪（マグロ）の赤身におろしワサビを添えたものを芯とし、これを酢飯と海苔で巻いたもの。なお、長崎県ではマグロの需要が少ないため、ブリ・カンパチ・ヒラマサといった赤身の魚を芯にした白い鉄火巻も存在する。
鉄火巻はマグロを用いた江戸前寿司でありながら海苔で巻かれているので、食べるのに箸も要らず手も汚さない。通常おろしわさびも共に巻き込まれ、醤油をつけて食べるのが専らである。
「鉄火巻」という名の由来には諸説がある。（#語源を参照）

## 歴史
現在につながる巻き寿司が誕生したのは、江戸時代中期である。1750年（寛延3年）から1776年（安永5年）頃に上方で生まれたと考えられている。上方では太巻き寿司が主流であったが、江戸では細巻き寿司が好まれるようになり、江戸では海苔巻きと言えば干瓢の細巻き寿司が一般的となっていった。1850年（嘉永3年）に発行された『皇都午睡』に「鉄火（花）鮓」の記述があるが、これは芝海老のおぼろを使用したものであった。大阪寿司の生き字引的存在であった阿部直吉も、「小巻はおぼろとワサビとを入れて巻き、ササ巻きまたは鉄火といってました」と証言している。
鮪を具材（芯）とする鉄火巻は、江戸時代末期から明治時代初めに、東京の寿司屋で創作されたとされる。もともとは鮪の端材を利用したものだったとされる。海苔の香りと鮪の旨味の組み合わせは握り寿司とは一味違った味わいを醸し出し、それに山葵の刺激も加わって江戸っ子に好まれ、その後、全国へと広がっていった。
具材としては、冷蔵設備が整っていなかった当時は鮪のヅケを巻いていた。その後、保存・冷凍技術が発展するにつれて赤身がそのまま使われるようになり、現在では大トロや中トロを用いた鉄火巻も好まれている。また、鮪の赤色と海苔の黒色、寿司飯の白色が映える鉄火巻の出現によって、巻き寿司に見た目の美しさが考慮されるようになり、様々な海苔巻きが考案されることにつながっていったとされている。

## 語源
「鉄火」とは、真っ赤に熱した鉄や、それを叩いた際に出る火花を意味し、転じて博打打ち（やくざ者）を「鉄火」「鉄火者」、賭場を「鉄火場」という。鮪の細巻き寿司を「鉄火巻」と呼ぶようになった由来については、以下のような複数の説がある。
- 熱した鉄に由来するとする説
  - 鮪の身をその赤色から[25][31]、あるいは、巻いた姿が熱した鉄の断面に見えることから「鉄火」と呼んだとする説[1][4]。併せて山葵の辛さも表現しているとされることもある[32]。
- やくざ者に由来するとする説
  - 『皇都午睡』には、「芝蝦の身を煮て粉末にし、すしの上にのせたる鉄花鮓といふは身を崩しといふ謎なるべし」とあり[16][33]、芝海老の身を崩したおぼろを、身を崩したやくざ者にかけてこの名がついたとしている[34]。鮪の細巻き寿司も、細かく切り崩した鮪を使っていたことから[14][28]、この洒落を踏襲したとする説[16][27]。今でも、鮪の細巻き寿司の具材（芯）に細かく刻んだ鮪を使っている店もある[34]。
- 賭場に由来するとする説
  - 博打を打ちながらでも食べやすいので賭場で好まれた[2][29]、あるいは、そのために考案されたとする説[15][28]。
    - この説はサンドイッチの由来に似ており、中近世の日本語語彙を専門とする小林祥二郎は、「賭博好きは洋の東西を問わず、同じようなことを考えるようだ」と評している[27]。ただし、医師ですし学研究家としても活動している大川智彦は、「しかし、それなら海苔巻なら芯は何でもいいわけで、マグロ巻きの必要十分条件ではない」と懐疑的である[10]
- その他の説
  - 鮪を巻いた姿を、鉄砲筒から発射される火に見立てたとする説[14][30]。
  - 山葵の効いた辛さと後味の良さを、侠気のあふれる鉄火肌の気質にかけたとする説[35]。

## 調理法

### 具材（芯）
さくどりした鮪を、海苔の長さに合わせて棒状に切り分けたものを使用する。これは、「鉄芯」と呼ばれる。赤身を使用することが多いが、大トロや中トロを用いることもある。山葵もともに巻き込むが、鮪の脂気を抜く効果があるとされる。

### 巻き方
長辺を半分に切った海苔を巻き簾の上に置き、寿司飯を載せ、広げる。山葵を寿司飯の中央部に塗り、鮪を載せる。具材を指で押さえながら、巻き簾を巻き、四角形かトンネル形（馬蹄形）に成形する。巻き終わったら、半分に切り、さらに三等分して6つに切り分ける。

## 派生

### ネギトロ巻き
鮪を捌いた際に中骨などに残った身をそいだ中落ちなどを用いた鉄火巻は、特に「ネギトロ巻き」という。

### 鉄火丼

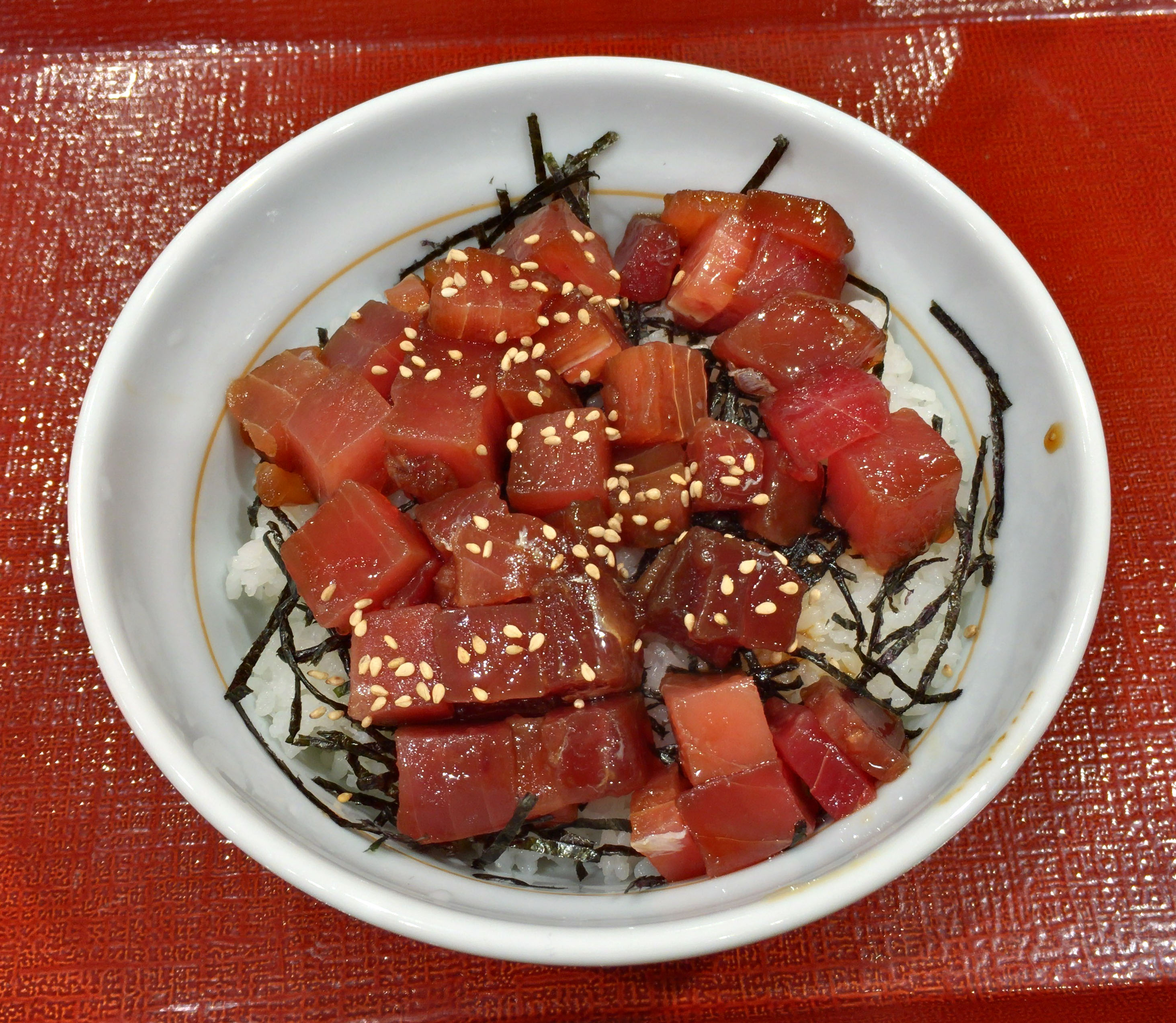
ヅケのぶつ切りを使った鉄火丼

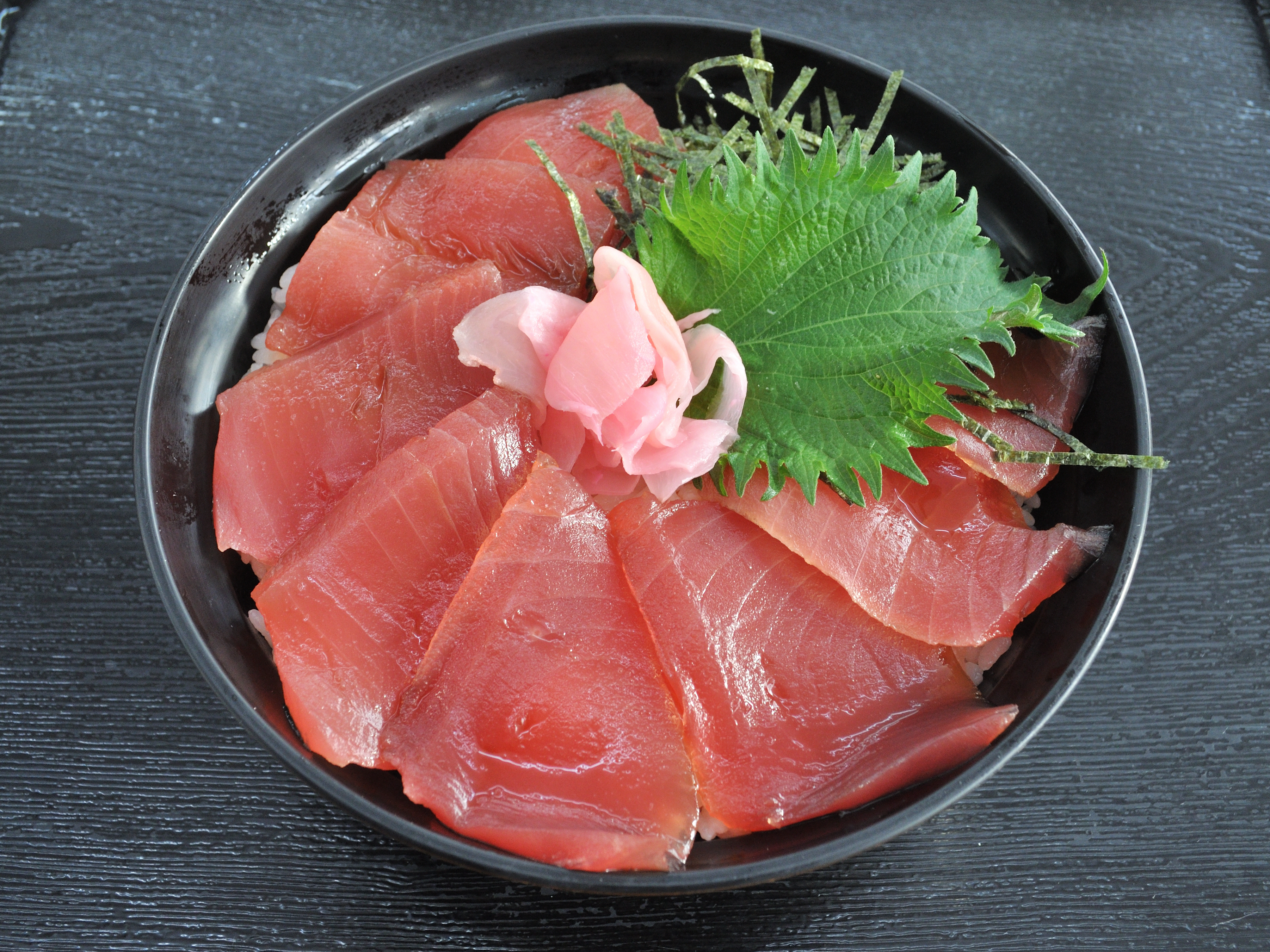
切り身を花びらの形に盛り付けた鉄火丼

丼に寿司飯を盛り、揉み海苔や刻み海苔を散らした上に鮪を載せた丼物を「鉄火丼」という。ちらし五目ずしの変形とされる。鮪の切り身をそのまま、またはヅケにしたものを用い、ぶつ切りにして載せたり、切り身を花びらの形に盛り付けたりする。山葵もともに載せる。
鉄火巻と同じく、鉄火丼も江戸時代末期から明治時代初めに考案されたとされる。これも鉄火巻と同じく、博打打ちが博打を打ちながら食したことから「鉄火丼」と呼ぶようになったとする説もあるが、一方で、鉄火巻が広まったことで「鮪＝鉄火」のイメージが定着したため「鉄火丼」と呼ぶようになったとも言われている。

### 「白い鉄火巻」
長崎県には鰤や勘八、平鰤などを具材（芯）とする巻き寿司があり、「鉄火巻」や「長崎鉄火」と呼ばれる。太平洋戦争後に生まれたとされる。一方、シビ（鮪）漁を行ってきた歴史があり、鮪を用いた巻き寿司も普通に食べられている。